# ニコ・ロビン
ニコ・ロビン（Nico Robin）は、尾田栄一郎の漫画『ONE PIECE』に登場する架空の人物。

## 人物
海賊「麦わらの一味」考古学者。異名は「悪魔の子」。「西の海（ウエストブルー）」のオハラ出身。
ルフィの6人目の仲間。クールで頭脳明晰な黒髪の美女。超新星編ではセミロングで前髪を下ろしていた。新世界編では伸びた髪をオールバックにし、サングラスをかけている。アニメでは肌の色が小麦色に設定されていたが、新世界編以降は色白肌になっている。超人系悪魔の実「ハナハナの実」の能力者で、身体の一部をあらゆる場所から花のように咲かせることができる。初登場時は秘密犯罪会社「バロックワークス」の副社長で、当時はルフィ達と敵対関係にあった。
歴史上の「空白の100年」の謎を解き明かすことを目的としている。一味の中でも特に情報・情勢に通じており、オハラで修めた考古学から遺跡や遺骸の分析・調査能力も備えている。その知識により、他の仲間たちが理解できない状況も解決に導く。「歴史の本文（ポーネグリフ）」の解読を行える世界で唯一の人物。一人称は「私」。
常に冷静沈着であり、的確で理性的な判断を下す。ただし、先人の残した歴史を粗末にする者に対しては怒りを露わにする。また、他人が酷い目に遭わされた際には決まって「ひどいことするわ」とつぶやく。過酷な人生を送ってきた経験から不吉な発想をすることが多く、真顔で恐ろしい言動をして仲間を戦慄させることがしばしばある。吹き出しで愉快な想像をすることもあるが、作者曰く「不器用なのでそれを絵や言葉にするとおぞましいものになってしまう」とのこと。普段はシリアスだがコミカルな仕草を見せることがある他、独特の感性を持つことを感じさせる場面もある。一味の中ではナミの扱いに最も長けており、金目の物でナミを釣ることがしばしばある。
過去のトラウマから「信頼できる仲間は作らない」と決め、かつては手段を選ばない冷酷さと表情を見せていた。一味加入当時は元敵対者としてゾロからはあまり信用されず、ロビン自身も一歩引いた態度を取っていた。だが、麦わらの一味の変わった雰囲気に呆れながらも好感を抱き、裏の世界では味わえなかった冒険を楽しむようになり、エニエス・ロビー編以降は、ルフィ達という「本当の仲間」を強く信頼するようになった。
エニエス・ロビー編以前は、仲間のことはそれぞれ一味における役割・特徴で呼んでいたが、その後は呼び捨てになった。作者によれば「みんなに心を開き始めた現れである」とのこと。逆に一味からは「ロビン」、サンジからのみ「ロビンちゃん」と呼ばれる。

## 関係者
ニコ・オルビア
ロビンの母。銀髪で、髪の色を除けば瓜二つの顔立ち。
ロビンと同じく考古学者であり、ロビンが幼い頃から「歴史の本文」の研究のため世界中を探索していたが、その思想を危険視した政府により指名手配されていた。探索チームが全滅し自身も海軍に捕まったが、サウロの手引きで脱走し、オハラに帰還する。その際ロビンと再会するが、オハラにバスターコールがかかったことでサウロにロビンを託し、滅びゆくオハラと運命を共にした。
ハグワール・D・サウロ
元海軍本部中将。
政府が「歴史の本文」を研究する学者を罰することに疑念を感じ、捕えたオルビアの脱走を手引きし、自身も脱走する。その後、偶然オハラに流れ着き、海岸をたまたま散歩していたロビンに出会い、親交を深める。再会したオルビアからロビンを託されオハラからの脱出を図るが、かつての同僚であり、親友でもあったクザンによって捕縛される。氷漬けにされる間際、ロビンに「どこかの海で必ず会える仲間と共に生きろ」と言い残した。ロビンはサウロが死亡したと思っていたが、エッグヘッドでシャカから彼の生存を知らされ、エルバフでサウロとの再会を果たした。
青雉（クザン）
元海軍本部大将。
22年前、バスターコールによって召集された5人の中将の1人としてオハラに赴き、サウロを捕縛したが、親友であった彼の意思を汲んでロビンをオハラから逃がし、その動向を静観していた。20年後、CP9にバスターコールの権限を譲渡しロビンを連行しようとしたが、CP9が麦わらの一味に敗れたことで自らの敗北を認める。そして、麦わらの一味と共に歩むことを決めたロビンの意思を確認し立ち去った。

## 来歴

### 過去
考古学の聖地であった「西の海」のオハラに生まれる。2歳の頃に母ニコ・オルビアと別れ、母の弟にあたる親戚一家と暮らすこととなる。幼少期から既にハナハナの実の能力者であり、能力者であるが故に「妖怪」と忌み嫌われ、親戚一家と島民たちに冷遇されていた。唯一、クローバー博士をはじめとするオハラの考古学者たちは、ロビンを偏見の目で見ることなく接していた。学者の集まる図書館に足繁く通い、22年前（当時8歳）に博士号の試験に満点で合格し、考古学者の仲間入りを果たす。その後、偶然島に流れ着いたサウロと出会い、彼と親交を持った。
しかし同時期、オハラの考古学者たちが「歴史の本文（ポーネグリフ）」を研究していることが、世界政府に嗅ぎ付けられる。CP9長官スパンダインの発令した「バスターコール」によって、目の前で故郷を住民ごと跡形も無く消され、直前にようやく再会を果たしたばかりの母オルビアを失った。中将クザンがロビンを守ったサウロの意志を汲んだことで、ロビンは見逃され、島を脱出する。
ロビンは「バスターコール事件」の唯一の生き残りであることから、「歴史の本文」を解読できる危険性を考慮され、8歳にして7900万ベリーの懸賞金がかけられた。また、この時から「オハラの悪魔」という異名もつけられた。以後20年間、様々な裏組織に潜り込んで政府の追跡を逃れながら、「真の歴史の本文」を探し求めた。この間にロビンに関わった組織は全て壊滅したという。
7年前に「偉大なる航路」に入る。6年前、古代兵器を狙う王下七武海（当時）サー･クロコダイルに乞われ、秘密犯罪会社「バロックワークス」の副社長に就任、「ミス・オールサンデー」と名乗る。以後、表向きはクロコダイルがオーナーを務めるアラバスタ王国・レインベースのカジノ「レインディナーズ」の支配人を務め、裏では社員の前に姿を見せられないクロコダイルの代わりに、直接社員に仕事を指示していた。また、組織に潜入してスパイ活動を行っていたビビのことは、あえて泳がせていた。

### サバイバルの海 超新星編
アラバスタ編
ウイスキーピークから出港したメリー号に現れ、ルフィ達に何もない島への「永久指針」を渡すが、ルフィに拒否される。
アラバスタ・レインベースでは、アラバスタ王国最強の戦士ペルを倒し、ビビを捕らえクロコダイルの元へ連れて行く。また、レインベース近郊でクロコダイルに敗れたルフィを助ける。アルバーナでは、国王コブラを連れ葬祭殿に向かう。しかし、「歴史の本文」に古代兵器プルトンのありかは記されていないと報告したことで、クロコダイルから見限られる。
クロコダイルの計画が失敗に終わり葬祭殿が崩壊し始めた際、アラバスタの「歴史の本文」に自分が求める情報が記されていなかったことで生きる目的を失い、自ら死を選ぼうとするが、ルフィに力ずくで助けられる。バロックワークス崩壊後、メリー号に密航しアラバスタを脱出すると、ルフィに死を選ぼうとした自分を生かした責任をとらせることを口実に仲間に入れることを要求し、麦わらの一味に加わる。
空島編
モックタウンでは服の調達を兼ねて空島に関する情報を集めていた。空島では不法入国などの罪によりナミらと同様「神の島」にある生贄の祭壇に連行される。ナミらと神の島を探索し、神の島がかつて地上に存在した黄金郷であることを知った。
サバイバルでは黄金探索組として「神の島」に上陸するが、ルフィ達とはぐれてしまう。探索中、神兵長のヤマと遭遇し、最初は遺跡が傷つくことを危惧したため苦戦を強いられたが、遺跡がない場所に誘導しヤマを圧倒した。その後、シャンドラの遺跡を発見し神・エネルに遭遇。大鐘楼を探すエネルに取引を持ちかけたが、考えを見透かされ倒された。その後、何とか意識を取り戻し、ノラの腹から脱出したルフィにナミがエネルに連れて行かれた事を伝えた。
サバイバル終結後、大鐘楼の「歴史の本文」の横に彫られていたゴール・D・ロジャーの言葉を読み、自分の役目は、今までに読んだ「歴史の本文」のうち幾つかのものを組み合わせて完成させた「真の歴史の本文」をラフテルへ届けることだと確信した。
ウォーターセブン編
ロングリングロングランドでのフォクシー海賊団との「デービーバックファイト」では、ウソップ・ナミと共に第1戦「ドーナツレース」に出場。ハナハナの能力を駆使し終始優位に立ったが、フォクシーのノロノロの実の能力に妨害され敗北した。ゲーム終了後、20年ぶりに青雉と再会し、攻撃を仕掛けるも返り討ちに遭い、氷漬けにされるが、この場では見逃された。
ウォーターセブンでCP9からの接触を受け、麦わらの一味へ故郷オハラを滅ぼしたバスターコールをかけると脅される。今までは人を裏切り続けることで生き延びてきたが、自分を初めて仲間として認めてくれたルフィたちを裏切ることはできないと考え、一味全員を逃がす事を条件に、一味に市長アイスバーグ暗殺の罪を着せ、それ以後は政府に身を預けるという取引を交わす。アイスバーグを襲撃した次の日、サンジとチョッパーに一味からの離脱を宣言。ガレーラの屋敷で再びアイスバーグと対面した際、政府の側についた自身の真意を打ち明けた。さらに、乗り込んできたルフィたちとも対面したが、改めて離脱を宣言しCP9に連行される。輸送中の海列車でも自身を奪還するため密航していたサンジたちを拒んだ。
エニエス・ロビーでは、ルフィたちが衛兵をなぎ倒し司法の塔まで攻め込んで来たが、ここでも彼らの助けを拒みこれ以上生きる意志がないことを打ち明ける。その理由は、自分の敵は「世界」とその「闇」という巨大なものであり、いつかルフィたちがそれを重荷に感じ裏切る事を恐れたことであった。しかし、自分のために躊躇無く世界政府に宣戦布告したルフィたちの姿に、初めて心から「生きたい」という意志を示す。その後、スパンダムに連行され「正義の門」を通過しそうになったが、寸前のところでそげキングによって防がれ、フランキーによって海楼石の手錠を外され解放された。激戦の末にルフィたちに助けられ、その際に今まで自分を虐げたスパンダムの背骨を折り、笑顔を見せながら一味に復帰した。
エニエス・ロビーの事件後、懸賞金が8000万ベリーに上がった。同時に、手配書に載せられる写真も、オハラ脱出直後の物から現在の物へ変更された。異名は「悪魔の子」に変わり、それまで無かった「DEAD OR ALIVE（生死問わず）」の文字も追加された。
スリラーバーク編
スリラーバークでは、ルフィ達と共に後から上陸し、船内で遭遇したブルックからゾンビの仕組みと弱点を教えてもらい、ゾンビに襲撃されたウソップ達を助けてサニー号に戻る。その後、チョッパーと共にホグバックやシンドリーと交戦し、ゾロとサンジの影が入れられたゾンビを同士討ちさせた。さらに、一味総出でルフィの影を入れられたスペシャルゾンビ・オーズを撃破した。
頂上戦争編
シャボンディ諸島では、ナミとショッピングをしていた。ケイミー解放後、パシフィスタを一味総出で撃破するが、その直後に現れた大将黄猿らの猛攻に追い詰められ、バーソロミュー・くまによって「東の海」のテキーラウルフに飛ばされる。労働を強いられるが、革命軍に助けられた。その後、新聞に載っていた「16点鐘」事件からルフィのメッセージを読み取る。ルフィの父であり革命軍リーダーのドラゴンに会うため、革命軍に連れられバルティゴに向かう。

### 最後の海 新世界編
魚人島編
シャボンディ諸島に一味で8番目に到着。その際、何者かに追われており、ロビンに変装していたココアが捕まったことで、ロビンが捕まったというデマが流れた。
魚人島では別行動をとり、海の森で「歴史の本文」のメッセージを読み取る。その後、揉め事を起こしたルフィとジンベエを沈静化させた。ギョンコルド広場では、ジンベエからの頼みで、新魚人海賊団の奴隷にさせられた人間達を解放し、その奴隷たちを仕切っていたハモンドを倒した。戦いの後の宴で、ネプチューン王から「歴史の本文」と古代兵器の情報を得る。
パンクハザード編
パンクハザードでは、ルフィたちと同じく偵察隊として上陸。氷の土地で他のメンバーと合流した後、シーザーを誘拐するためルフィらと共に研究所に向かう。研究所前でシーザーの能力で気絶させられ、檻に入れられてしまうが、ローによって解放される。研究所からの脱出を図る中、シーザーの実験に利用されていた子供たちを取り返すため襲い掛かってきたモネの追撃を振り切り、正気を失った子供たちの鎮静を行うチョッパーをサポートした。
ドレスローザ編
ドレスローザでは、シーザーをドフラミンゴに引き渡すため、ローたちと共にグリーンビットに向かう。グリーンビットの森で小人のトンタッタ族に捕らえられ、地下のトンタッタ王国に連れて行かれたが、ウソップが彼らを欺いたことでヒーローとして扱われる。その後、リク王軍決起本部で10年前に起きたドレスローザの悲劇を知り、ウソップやフランキーと共に、リク王軍の「ドレスローザSOP作戦」に参加。シュガーによってオモチャに変えられるが、ウソップがシュガーを気絶させたことにより元に戻る。
鳥カゴ発動後はレベッカらと合流し、ローの手錠の鍵を届けるためひまわり畑へ向かう。トンタッタ族の手を借り空からひまわり畑を目指す途中、グラディウスに見つかり地上に落とされてしまう。グラディウスに追撃されるが、バルトロメオとキャベンディッシュの奮闘により、ひまわり畑に到着。ディアマンテと交戦するキュロスとレベッカに加勢し、レベッカを守りながらキュロスの戦いを見届けた。
ドレスローザでの一件の後、懸賞金が1億3000万ベリーに上がる。手配書の写真は、新世界編の姿に更新された。
ゾウ編
バルトロメオの船で送ってもらい、「ゾウ」に上陸。ワンダに案内され、森の砦でナミ達と無事に再会する。イヌアラシとネコマムシから、800年前に「歴史の本文」を作った光月一族のこと、そして「偉大なる航路」の最終地点ラフテルへの鍵を握る「ロード歴史の本文」の存在を聞かされる。サンジ奪還に向かうルフィ達と一旦別れ、ローや錦えもん達と共に、カイドウがいるワノ国に先行する。別れ際、ルフィにビッグ・マムが持つ「ロード歴史の本文」の写しを取るよう頼んだ。
ワノ国編
ワノ国では、花の都で芸者「おロビ」になりすまし、将軍オロチの軍勢の動向を探るため、座敷からオロチへの接近を試みる。 オロチ城で開かれる宴に招かれ、城内で情報を集めている途中、オロチお庭番衆に見つかるが、ナミやブルック達の援護を受けて逃走する。翌日、花の都の湯屋で取り締まりに現れたホーキンスに発見されるがサンジに助けられ、えびす町に避難する。羅刹町での騒動ではトコを救出した。
鬼ヶ島への討ち入りでは、変装して百獣海賊団の宴に紛れながら、ジンベエと共にモモの助の救出を試みる。その後、フランキーを狙うビッグ・マムを、ジンベエと連携してドームの外まで追い出す。飛び六胞ブラックマリアに捕まったサンジから助けを求められると、3階大宴会場に向かいサンジを救出し、ブラックマリアと対峙。ブラックマリアの「幻霧」によって作り出されたオルビア・サウロ・クローバー博士の姿に一瞬心が揺れ動くも、即座に3人に成りすました敵を退ける。ブラックマリアから麦わらの一味のお荷物だと侮辱されたことで怒りが頂点に達し、自分を本当に必要としてくれる仲間のために悪魔の姿となり、ブラックマリアを撃破した。
ワノ国編後、懸賞金が9億3000万ベリーに上がる。
エッグヘッド編
ベガパンクの「猫」リリスの案内で、エッグヘッドの研究所に招かれ、「猫」のシャカから自分を逃がしてくれたサウロが生存している事を知らされ感泣した。失踪したベガパンク「本体」の捜索中、反逆を起こしたセラフィムによる暴動を仲間と共に鎮圧。しかし戦いの中で重傷を負ったため、チョッパーの治療を受けた。
エルバフ編
エルバフへの航路でブルックに散髪してもらい、少女時代の髪型に戻る。エルバフ上陸後、初めて会った時と同じように浜辺で倒れていたサウロと22年ぶりに再会を果たした。サウロからオハラの文献が眠る「フクロウの図書館」を案内され、エルバフに伝わる神典ハーレイを読む。

## 戦闘方法
「ハナハナの実」の能力で咲かせた手を駆使した関節技を得意とし、対人戦（特に集団戦や混戦）では無類の強さを発揮する。足や目、耳を咲かせることで、諜報活動にも応用できる。新世界編では、大量の体の部位を合体して巨大化させたり、近距離ならば自身の分身を作り出すことも可能となっている。ただし、生やした体の一部がダメージを受けると本体もダメージを受けてしまう。また、ロビン自身の身体能力はそれほど高くないため、海楼石で拘束されると戦闘力は著しく低下する。この他にも、戦闘時には基本的に相手に触れることが前提となることから、関節技が効かない相手（自然系の能力者やルフィなど）、触れること自体が難しい相手、姿の見えない相手とは相性が悪い。革命軍に身を置いていた時期にサボやコアラから手ほどきを受け、「魚人空手」や竜爪拳の「相手の核を見抜く能力」を会得しており、新世界編では打撃力が向上している。
技名は基本的に「○○咲き（フルール）」。○○の部分には、手を咲かせる場合にはその本数、それ以外の場合には咲かせる部分の名称がスペイン語で入る。「フルール（fleur）」はフランス語で「花」の意。「クラッチ」や「スラップ」などの英語も使われる。ちなみに、顔面全体を咲かせる「フェイス・フルール」という技も考案されているが、作者曰く「気持ち悪いのでやめた」らしい。各部を咲かせる瞬間、周りには「フワッフラワー」の花びらが舞う。

### 技
クラッチ
「○○咲き」との組み合わせで最も多く使われる技。相手の体や足元に生やした手で体を拘束し、背骨を極める。固定させた状態で自ら押して極めることもある。
二輪咲き（ドスフルール）
二輪咲き「グラップ」
相手の体に2本の手を咲かせ、強く握る。対フランキーで使用。

二本樹（ドス・マーノ）
二本樹「クラッチ」
相手の体に2本の手を咲かせ、首の関節を極める。対トビウオライダーズ戦で使用。

三輪咲き（トレスフルール）
対ペル戦で初使用。
五輪咲き（シンコフルール）
「空島編」で使用。 
五本樹（シンコ・マーノ）
五本樹「スパンク」
5本の腕で相手を突き飛ばす。「ドレスローザ編」で初使用。
六輪咲き（セイスフルール）
六輪咲き「クラッチ」
相手の体に6本の手を咲かせ、首･腕･足を掴み、体を反り返らせて背骨を極める。「アラバスタ編」対ペル戦で初使用。
六輪咲き「ツイスト」
相手の体に6本の手を咲かせ、相手をコブラツイストのように極める。対神兵戦で使用。
六輪咲き「スラップ」
相手の体に6本の手を咲かせ、連続でビンタをかます。対スパンダム戦で使用。

八輪咲き（オーチョフルール）
八輪咲き「クラッチ」
相手の体に8本の手を咲かせ、首･腕･足を掴み、体を反り返らせて背骨を極める。
八輪咲き「フリップ」
相手の体に8本の手を咲かせ、腕･肩･腰を押さえ、背中から咲かした手を基点に相手をバックドロップのように頭部から落とす。対カポーティで使用。

九輪咲き（ヌエベフルール）
九輪咲き「ツイスト」
相手の体に9本の手を咲かせ、相手の体を無理矢理捻じ曲げる。

十輪咲き（ディエスフルール）
「ドレスローザ編」にて対グラディウスに使用。

十一輪咲き（オンセフルール）
十一輪咲き「スラム」
相手の体に11本の手を咲かせ、体をくの字に折り曲げ壁に叩きつける。対ゾンビ戦で使用。

十二輪咲き（ドーセフルール）
十六輪咲き（ディエシセイスフルール）
「アラバスタ編」で初使用。
二十輪咲き（ベインテフルール）
二十輪咲き「金盞花（カンデュラ）」
両腕から10本ずつ手を回転させながら咲かせ、敵の攻撃から身を守る。「空島編」で初使用。

三十輪咲き（トレインタフルール）
三十輪咲き「ストラングル」
複数の相手に、体の後ろに1本の手を咲かせ、首をくの字型に絞めて首の骨を折る。 対海兵で使用。
三十輪咲き「ハング」
高い場所から30本の手を幾つかに連結させた状態で咲かせ、相手の両足を掴み、振り回す。対ヤマ戦で使用。
三十輪咲き「クラッチ」
相手の体に30本の手を咲かせ、首・腕・足を掴み、体を反り返らせて背骨を極める。対青雉戦で初使用。
四十輪咲き（クワレンタフルール）
四十輪咲き「四本樹（クロトワ・マーノ）」
四十輪咲き「四本樹」「ホールド」
対小型竜戦で初使用。巨大な4本の腕で相手を捕捉する。
四本樹「スパンク」
対象から四方に腕を咲かせ、周囲の敵を突き飛ばす。対モネ戦で初使用。
八十輪咲き（オチエンタフルール）
八十輪咲き「四本樹（クロトワ・マーノ）」
八十輪咲き「四本樹」「ホールド」
相手の体に80本の腕を咲かせ、それらを束ねて4本の巨大な腕にし、相手の腕・首を押さえつける。対モリア戦で使用。
八十輪咲き「四本樹」「クラッチ」
相手の体に80本の腕を咲かせ、それらを束ねて4本の巨大な腕にし、相手の首の関節を極める。対モリア戦で使用。
八十輪咲き「四本樹」「ショック」
相手の肩に80本の腕を咲かせ、それらを束ねて4本の巨大な腕にし、相手の頭を殴りつける。対Px.4戦で使用。

百花繚乱（シエンフルール）
百花繚乱「大飛燕草（デルフィニウム）」
陸地に100本の手をレールを敷くように咲かせ、その上に乗せた対象を転がして移動させる。「空島編」で初使用。
百花繚乱「クラッチ」
同時に複数の相手にクラッチを仕掛ける。エニエス・ロビーにて、アニメでは技名付きで使用していた。
百花繚乱「フリップ」
ウォーターセブンでの海軍との対決時に使用。複数の相手の足首を持ち、同時に転ばせる。
百花繚乱「ウイング」
背中に100本の腕を翼の様に咲かせて飛行する。ただしその効果時間は5秒ほどと短い。主に高所から降りるときに減速するために使われる。「スリラーバーク編」で初使用。
百花繚乱「大樹（ビッグツリー）」
100本の腕を大木のように咲かせる。対オーズ戦で使用。
百花繚乱「蜘蛛の華（スパイダーネット）」
100本の腕を網のように繋げて咲かせ、対象を捕まえる。ゾロ救出で初使用。
百花繚乱「竜胆（リンドウ）」
対ケンタウロス戦で使用。100本の腕を咲かせ、相手の体を捻り上げる。
百花繚乱「ディフェンス」
アニメオリジナル。100本の腕を網状にし、飛んできた砲弾を止める。

目抜き咲き（オッホスフルール）
目を咲かせ、自分の視界からは見えない場所の様子を見る事が可能。この技を使用する時、ロビン本体は目を閉じている。「空島編」で初使用。
脚場咲き（ピエルナフルール）
足を咲かせて、文字通り足場を作る。「スリラーバーク編」で初使用。主に、仲間が高所に移動するのを助けるのに使用する。スリラーバークでは、ここからチョッパーとの連携技「ロビッチョスープレックス」へ移行しようとしたが、不発に終わった。
回転蔓（スラロームバイン）
咲かせた腕を1本の紐のようにし、相手の体に巻きつけ、独楽のように回転させる。対オーズ戦で使用。
オレッハフルール
アニメオリジナル。咲かせた手などに耳を咲かせて遠くの声などを聞き取る。
千紫万紅（ミル・フルール）
新世界編から使用。
巨大樹（ヒガンテスコ・マーノ）
1000本の腕を咲かせ、2本の巨大な腕を作り出す。「魚人島編」で初使用。
巨大樹「ストンプ」
地面から巨大な両脚を咲かせ、地上にいる敵を踏み潰す。対新魚人海賊団戦で使用。
巨大樹「スパンク」
巨大な1本の腕を咲かせ、敵を突き飛ばす。対闘魚戦で初使用。
千紫万紅「花畑（カンポ・デ フローレス）」
地面に1000本の腕を咲かせ、対象を捕まえる。小人を捕まえる際に初使用。
千紫万紅 「胡蝶蘭（コチョウラン）」
無数に咲かせた手遊びの蝶々で相手の攻撃を受け流す。対ディアマンテ戦で使用。
千紫万紅 「花傘（ハナガサ）」
咲かせた1000本の腕で大量の向日葵を刈り取り、それを集めて傘代わりにし上空からの攻撃を防ぐ。対ディアマンテ戦で使用。
千紫万紅 「魚人空手」花葱（ギガンチウム）
1000本の腕を1本の巨大な腕にし、魚人空手の掌底を放つ。対ブラックマリア戦で使用。
千紫万紅 「針子（はりこ）」
アニメオリジナル。大量の手を咲かせて裁縫を行う。「ゾウ編」で象主の包帯を作る時に使用。
千紫万紅 「大飛燕草（デルフィニウム）」
陸地に1000本の手を咲かせ、その上に対象を乗せて転がす。対ビッグマムに使用。
多輪咲き（グランフルール）
劇場版「デッドエンドの冒険」で使用。
体咲き（クエルポフルール）
新世界編から使用。自分自身の体を作り出す。主に回避技として使用される。
体咲き「W（ドーブレ）・クラッチ」
相手の体に上半身・腕を咲かせ、相手の首・背骨を極める。対ハモンド戦で初使用。
三本樹（トレス・マーノ）
三本樹「浅葱水仙（フリージア）」
3本の巨大な腕で相手の顎を突き上げる。対百獣海賊団戦で使用。
巨人咲き（ヒガンテフルール）
自分の背後に巨大な上半身を作り出す。体力の消耗が激しい。対ブラックマリア戦で使用。
巨人咲き「海竜花（シーサペント）」
無数の巨大な腕で相手を捕らえる。対ブラックマリア戦で使用。
巨人咲き「海竜花 スパンク」
無数の巨大な腕で相手を突き飛ばす。対S-シャーク戦で使用。
悪魔咲き（デモニオフルール）
巨大な悪魔のような姿になる。一度使用するとしばらく体を動かせなくなるデメリットがある。対ブラックマリア戦で使用。
悪魔咲き「大渦潮（グランジャグジー）クラッチ 」
悪魔の姿と無数の腕で相手を捕らえ背骨を極める。対ブラックマリア戦で使用。

### 連携技
6億B・JACK POT（ろくおくベル・ジャックポット）

ロビッチョスープレックス

パイレーツドッキング6

雷骨剣 革命舞曲ボンナバン（らいこつけん ガボットボンナバン）

## プロフィール
- 所属：オハラの考古学者→バロックワークス副社長→麦わらの一味考古学者
- 懸賞金：7900万ベリー→8000万ベリー→1億3000万ベリー→9億3000万ベリー
- 出身地：西の海 オハラ
- 年齢：28歳→30歳
- 誕生日：2月6日（「ニ」コ・「ロ」ビン）[4]
- 身長：188cm[5]
- スリーサイズ：B99（Iカップ[6]）・W59・H89[5]（超新星編）→B100（Jカップ）・W60・H90（新世界編）[7]
- 星座：みずがめ座[8]
- 血液型：S型[9]
- 好きな島と季節：春島の秋[10]
- 入浴頻度：毎日[11]
- 就寝・起床時間：午後11時 - 午前6時[12]
- 食事関連
  - 好きな食べ物：サンドイッチ、甘すぎないケーキ、コーヒーに合う物[13]
  - 嫌いな食べ物：ガム（のみこめないから）[14]
  - 得意料理：煮物、パエリア[15]
  - 氷：食べる[16]
  - 目玉焼きの好み：片面・蒸し焼き、黒こしょう[17]
  - ワノ国の好物：そば[18]
  - 一味内での酒の強さランキング：6位[19]
- イメージ関連
  - イメージ動物：ツル[20]
  - イメージナンバー：07[21]
  - イメージカラー：    紫[21]
  - ニオイ（チョッパー談）：花のニオイ[21]
  - 家族に例えると：母[22]
  - イメージ花：カサブランカ[23]
  - イメージ国：ロシア[24]
  - 都道府県に例えると：大阪府[25]
  - 職業に就いていたとしたら：客室乗務員[26]
- 人気投票順位：11位（第2回）→5位（第3回）→7位（第4回）→11位（第5回）→12位（第6回）→6位（第7回）[27]

## キャスト
声優
- 山口由里子（テレビアニメ版）
- 小林優子（テレビアニメ版・代役〈第299話 - 第319話〉）
- 永井杏（テレビアニメ版・幼少期〈第275話 - 第278話〉）
- 山根綺（テレビアニメ版・幼少期〈第1042話 - 〉）

俳優
- 市川笑也 (2代目)（『スーパー歌舞伎II ワンピース』）
- レラ・アボヴァ（実写ドラマ版）

担当声優の山口由里子によると、ロビン役はオーディションを経ずに決まったとのこと。その後、初出演の際に「のちのち仲間になること」を知らされていたという。また、バロックワークス時代は「つかみどころがない悪い女」を表現するため、低い声で演技することを心がけていたという。

## その他

### 作品外への影響
2021年10月9日、2016年に発生した熊本地震からの復興プロジェクトである「麦わらの一味 ヒノ国復興編」の一環として、旧東海大学阿蘇キャンパス（阿蘇郡南阿蘇村）に等身大のロビンの銅像が設置された。

### 他作品への出演
CROSS EPOCH
ドラゴンボールとのコラボ漫画。ベジータとトランクス率いる空賊団の下っ端として、ウソップと共に登場。他のキャラ同様、頭に角が生えている。
外部出演ゲーム作品
- ジャンプスーパースターズ
- ジャンプアルティメットスターズ
- 荒野行動
- モンスターストライク
- パズル&ドラゴンズ
- グランブルーファンタジー